# Megaselia buccata
Megaselia buccata är en tvåvingeart som beskrevs av Borgmeier 1969. Megaselia buccata ingår i släktet Megaselia och familjen puckelflugor. Inga underarter finns listade i Catalogue of Life.